# مرغ توفان پشت‌خاکستری
مرغ توفان پشت‌خاکستری (نام علمی: Garrodia nereis) نام یک گونه از تیره مرغ طوفان است.